# Lago Malta
El lago Malta (en polaco, Jezioro Maltańskie) es un lago artificial en la ciudad de Poznań (Polonia). Se encuentra al oriente de la ciudad, cerca del río Varta. Existe como tal desde 1952, cuando fue inundado totalmente el canal construido por los alemanes en la Segunda Guerra Mundial en el río Cybina. 
Tiene unos 2220 m de largo, un ancho máximo de 460 m, una profundidad media de 5 m y una superficie de 64 ha. Cuenta con un canal de regatas de nivel internacional.
Su nombre proviene de la Orden del Hospital de San Juan de Jerusalén, también conocida como Orden de Malta.

## Atracciones turísticas
El lago constituye un espacio de recreo natural para los habitantes de la ciudad. Cuenta con un carril bici que lo rodea completamente, un par de café-bares y restaurantes. A las orillas del lago se encuentran algunos sitios de esparcimiento y turismo como son:
- Canal de regatas, con el edificio de administración, los depósitos y una tribuna para el público. Fue abierto en 1990.
- Una playa pública, pistas de tenis y un camping.
- Un tren infantil abierto en 1992, tiene una extensión de 3,8 km.
- El centro de recreo Malta-Ski inaugurado en 1993. Cuenta con una pista cubierta de hielo, una pista al aire libre de descenso en esquí (en verano se puede utilizar para esquí en césped) y un minigolf.
- Un jardín zoológico abierto en 1974 y construido sobre 116 ha de bosque. Cuenta con más de 2000 animales de 260 especies diferentes.
- Un manantial de agua mineral.
- Un cine al aire libre, en el que se celebra cada mes de junio un festival de teatro, conocido como Festival Teatral de Malta.
- El ancla del buque de carga SS Poznań

## Canal de regatas
En el lago se encuentra desde 1990 un canal de regatas para remo y piragüismo de alto nivel. Tiene 2000 m de longitud y 175 m de ancho. Ha sido sede de numerosas competiciones internacionales, entre las principales están:
- Campeonato Mundial de Piragüismo de 1990
- Campeonato Europeo de Piragüismo de 2000
- Campeonato Mundial de Piragüismo de 2001
- Campeonato Europeo de Piragüismo de 2004
- Campeonato Europeo de Piragüismo de 2005
- Campeonato Europeo de Remo de 2007
- Campeonato Mundial de Remo de 2009
- Campeonato Mundial de Piragüismo de 2010